# RCW 120
RCW 120 (également connue sous le nom de Bulle Parfaite ou sous l'abréviation Sh2-3) est une région H II visible dans la constellation du Scorpion.
La caractéristique dominante de cette nébuleuse est une grande bulle de vent stellaire de forme extrêmement régulière visible à des longueurs d'onde submillimétriques. Sa régularité a fait que cette structure est considérée par beaucoup comme l'archétype de toutes les bulles générées par le vent stellaire des étoiles massives.
À l'intérieur du nuage, bien visible dans la bande Hα, on observe quelques phénomènes de formation d'étoiles, comme en témoigne la présence d'un grand nombre de protoétoiles, souvent regroupées, et de masers. Autour du nuage ionisé se trouve une vaste enveloppe de gaz neutres.

## Observation
RCW 120 apparaît à l'observation amateur comme une nébuleuse simple, même assez petite, au cœur de la partie sud du Scorpion, à environ un demi-degré au sud du milieu de la ligne reliant l'étoile Lesath (υ Scorpii) à la paire μ1 -μ2 Scorpii. Avec un télescope de 150 mm et des filtres spéciaux, il apparaît comme une petite tache lumineuse plus brillante au sud et avec une apparence vaguement circulaire. Sur les photographies astronomiques, d'autres détails peuvent être montrés, comme une sorte de bande sombre qui traverse le nuage dans une direction est-ouest, se ramifiant en plusieurs points du côté est. Le champ environnant est envahi par un grand nombre d'étoiles d'arrière-plan, bien que le tronçon de la Voie lactée dans lequel il se trouve semble partiellement obscurci par la superposition de nombreuses nébuleuses sombres le long du plan galactique.
Le nuage est situé dans l'hémisphère céleste sud et en raison de sa déclinaison modérément méridionale, son observation peut être difficile même à partir des latitudes tempérées moyennes de l'hémisphère nord. De l'hémisphère sud, au contraire, son observation est possible pendant presque toute l'année. La période la plus propice à son identification dans le ciel du soir se situe entre les mois de juin et septembre.

## Caractéristiques
RCW 120 apparaît visuellement comme une faible nébuleuse, ce que les astronomes pensaient jusqu'à l'arrivée des premières images prises par le télescope spatial Spitzer, au début des années 2000. À partir de ces images, il était évident que sa taille était conséquente, et que la forme circulaire qu'elle produit est le bon exemple d'une bulle parfaite. Cette bulle a été générée par une étoile extrêmement massive invisible dans la bande de lumière visible. Cet environnement particulier a créé les conditions optimales pour la croissance d'une jeune étoile géante, visible au bord même de la bulle. Malgré son apparente simplicité, cette bulle présente quelques particularités, tout d'abord son ouverture vers le nord, d'où s'échappe le gaz ionisé qu'elle renferme.
L'étoile principale responsable de l'ionisation des gaz du nuage est CD -38°11636, de magnitude 11,07. La classe spectrale de cette étoile a fait l'objet de débats au fil du temps, d'abord de classe O8 et O9, puis elle a été identifiée par photométrie comme une étoile bleue de la séquence principale avec la classe spectrale B1V. Cependant, certaines études qui examinent également le spectre des gaz du nuage suggèrent que l'étoile ionisante doit appartenir à la classe O8. À cette étoile s'ajoute également celle enfermée dans la petite nébuleuse par réflexion vdBH 84b. Dans la direction du nuage apparaît également une géante rouge de classe M0III dite HD 155275, qui est cependant au premier plan par rapport à RCW 120 et ne peut donc pas contribuer à l'ionisation des gaz.[6]
RCW 120 apparaît comme une source thermique dans le continuum radio, dans lequel les émissions les plus intenses se situent dans la partie sud du nuage, le long du front d'ionisation. Ce fait révèle que la partie sud a une plus grande densité que la partie nord.
Grâce aux mesures photométriques de l'étoile ionisante, la distance de toute la région de la nébuleuse a également été déterminée, une distance estimée à environ 1 340 pc (∼4 370 al). Le nuage tombe donc sur les bords extérieurs du bras du Sagittaire, le bras de spirale directement plus à l'intérieur de la Voie Lactée que le nôtre. Dans un rayon d'environ 1 300 pc (∼4 240 al) de RCW 120 se trouvent plusieurs autres structures galactiques bien connues et facilement visibles de la Terre, en particulier la région d'Ara OB1a, dans laquelle se trouvent de grandes nébuleuses de gaz ionisé et une brillante association OB composée de dizaines d'étoiles massives. Dans le même espace, il existe également plusieurs autres régions H II, telles que Sh2-13 et le grand et faible nuage RCW 114, qui entoure l'étoile Wolf-Rayet WR 90.

## Phénomènes de formation d'étoiles
RCW 120 est entouré d'une grande quantité de poussières interstellaires et de gaz neutres, détectés au cours des années 2000. La poussière autour du nuage est disposée en structures filamenteuses et est probablement ce qui reste du nuage parent à partir duquel la région H II actuellement observable s'est formée. Des observations millimétriques menées par l'ESO ont révélé l'existence d'une couche de gaz neutre fragmentée adjacente au front d'ionisation, se dirigeant vers le sud, et quelques densités probablement isolées au nord du nuage. Les fragments situés au sud seraient, selon certaines théories, de la matière collectée lors de l'expansion de la région H II puis fragmentée à la suite de l'effondrement gravitationnel.
En utilisant les données issues des observations 2MASS et submillimétriques, une liste de jeunes objets stellaires probables de classe I et II a été compilée. Puis, quelques découvertes ont été faites sur la nature des composants de la nébuleuse. Sur la bordure sud-ouest, quelques sources de faible luminosité ont été identifiées, séparées d'une dizaine de parsecs et alignées selon une direction parallèle au front d'ionisation. Un autre amas de protoétoiles est visible du côté sud-est, tandis que le côté est abrite quelques protoétoiles isolées, ainsi que d'autres sources lumineuses situées loin du front d'ionisation principal. Au total, neuf amas de jeunes étoiles en formation sont connus, dont certains sont à leur tour subdivisés en sous-groupes. Ces amas ont été étudiés en détail dans une étude menée en 2009. D'autres indices qui témoignent de l'activité de formation d'étoiles sont la présence de certaines sources d'ondes radio et de deux masers, l'un constitué d'eau, l'autre de méthanol.
Selon les modèles qui examinent l'évolution de cette nébuleuse, les phénomènes de formation d'étoiles qui ont produit les protoétoiles observées ont été causés par une série de processus concurrents, tels que le phénomène de capture de gaz du milieu interstellaire environnant et l'effondrement gravitationnel ultérieur, probablement responsable de l'émergence des amas de protoétoiles plus au sud. Un deuxième phénomène, qui aurait contribué à la formation des protoétoiles situées du côté est, serait l'implosion d'un petit nuage moléculaire préexistant. D'autres causes contributives pourraient être, entre autres, l'apparition d'une instabilité dynamique du front d'ionisation,. Cependant, les processus qui ont conduit à la formation des nombreuses protoétoiles situées loin du front d'ionisation principal et pourquoi ces objets sont proches du nuage lui-même ne sont pas bien compris.